# Alicia Senovilla
Alicia Martínez Senovilla (Madrid, 29 de marzo de 1969) es una presentadora española. Es diplomada universitaria en Turismo por la UCM.

## Trayectoria

### Inicios (1990-1995)
Se inició profesionalmente en el programa Buenos días entre enero y octubre de 1990.
Pasa entonces a la emisora local de Cádiz de Radio Nacional de España, donde presentó el magazine Apúntate cinco.

### Canal Sur (1995-1997)
En 1995 da el salto a televisión, incorporándose a Canal Sur, la televisión autonómica de Andalucía. En un primer momento se hizo cargo del programa diario de participación ciudadana ¡Qué buena gente!, donde realizó sus primeras incursiones en un formato en el que posteriormente repetiría en televisiones de ámbito nacional: el talk show en que ciudadanos anónimos relatan sus vivencias personales ante la cámara. Posteriormente, entre 1995 y marzo de 1997 presentó el concurso divulgativo Conocer Andalucía.

### Telecinco (1997-1999)
A partir de mayo de 1997 y hasta septiembre de ese año, trabajó por primera vez en una televisión de ámbito nacional al ser seleccionada como suplente de Ana García Lozano, de baja por maternidad, en el talk show Ana.
Su desparpajo y espontaneidad ante la cámara le granjearon las simpatías del público, y Telecinco decidió, en noviembre de ese año, darle la oportunidad de conducir su propio espacio, el programa de debate Ya empezamos.
La temporada siguiente, se hace cargo de un talk show en horario vespertino en la misma cadena: Las tardes de Alicia (1998-1999).

### Antena 3 (1999-2001)
Después de dos años, en 1999 rompe su relación con Telecinco al fichar por Antena 3 que la sitúa en un espacio con el que pretendía romper el liderazgo de audiencia de María Teresa Campos en horario matinal. Se trataba de un programa de testimonios titulado Como la vida misma, que se estrenó en septiembre, y que durante un tiempo alcanzó una media de cuota de pantalla del 20 %.
Un año después, en septiembre de 2000 el programa se rebautizó y se denominó Como la vida, ampliando horarios y contenidos. Pese a los aceptables niveles de audiencia, Antena 3 decidió retirar el programa de su parrilla en 2001.

### Telemadrid (2001-2002)
En septiembre de 2001 Senovilla ficha por Telemadrid para presentar un programa casi idéntico al anterior y en la misma franja horaria con el título de Las mañanas de Alicia, y que se  mantiene en antena durante la temporada 2001-2002. Desde noviembre de 2001 compaginó este espacio con Dímelo todo, otro talk show nocturno emitido semanalmente en Telemadrid.

### Antena 3 (2003-2006)
En enero de 2003 y ante los pobres resultados de audiencia que Antena 3 había obtenido en horario matinal tras la marcha de Senovilla con el programa De buena mañana, presentado sucesivamente por Juan Ramón Lucas e Isabel Gemio, los directivos de la cadena deciden contar de nuevo con Alicia y su Como la vida para remontar el número de espectadores.
El espacio, en esta nueva etapa, dedicó especial atención a la crónica rosa. Pese a todo, Senovilla no consiguió batir en audiencia a su competidora en Telecinco, María Teresa Campos, alcanzando, en septiembre de 2003 una cuota del 17,9 %. El espacio se mantuvo hasta el final de temporada y fue cancelado, precisamente en el momento en que Antena 3 fichó a la Campos para conducir el programa matinal.
En Antena 3, Senovilla también condujo El castillo de las mentes prodigiosas (2004), La hora de la verdad (2004-2005), el magazine La buena onda de la tarde (2005), que solo se mantuvo unos meses en pantalla, y sustituyó a Jaime Cantizano en ¿Dónde estás corazón? durante el verano de 2006.

### Canal Sur (2006)
En septiembre de 2006 volvió a Canal Sur donde presenta el magazine La buena gente.

### Castilla-La Mancha Television (2007-2017)
Presentó el espacio Regreso al futuro y el magazine vespertino Tarde de Ronda. En 2011-2012 y de nuevo en 2014 y hasta 2018 presentó el programa de copla A tu vera. El domingo 9 de noviembre de 2014 estrenó su nuevo programa de copla para niños llamado: Las Niñ@s de Tus Ojos. En el verano de 2016 se puso al frente de un nuevo programa de música llamado La vida es una fiesta en el que se buscaba al mejor cantante de orquesta.

### Antena 3 (2011)
Tras unos años alejada de la televisión nacional, Alicia Senovilla fue la encargada de sustituir durante los meses de julio y agosto a Susana Griso al frente de Espejo público. Esta sustitución vino marcada por las escasas audiencias del programa en la época estival.

### Telemadrid (2018)
En febrero de 2018, Alicia Senovilla vuelve a Telemadrid donde se encarga de conducir el magazine de actualidad En boca de todos.
El programa se estrenó el 12 de febrero de 2018 a las 11:30h hasta las 13:30h. El programa dio por finalizada su andadura el 22 de junio de 2018.

### TVE (2019)
Durante el verano de 2019 colabora en El Debate del programa Lazos de sangre presentado por Boris Izaguirre.

### YouTube (2020)
El 24 de julio de 2020 empezó a presentar el primer programa de televisión sobre la prensa del corazón emitido íntegramente por la plataforma de vídeos YouTube bajo el nombre de Bámbola donde además colaboran Miriam Saavedra, Aurelio Manzano, Pilar Vidal o Jesús Manuel Ruiz entre otros. El programa se estrenó en dicha plataforma en horario de prime time televisivo.

### Canal Extremadura (2023)
Durante el verano de 2023 presenta el concurso de Canal Extremadura Atrapame si puedes que se emite en varias versiones del mismo nombre en las televisiones autonómicas, de lunes a viernes a las 21:30 de la noche

## Programas destacados en TV
| Año                             | Programa                              | Cadena                        |
| ------------------------------- | ------------------------------------- | ----------------------------- |
| 1990                            | Buenos días                           | TVE                           |
| 1995                            | ¡Qué buena gente!                     | Canal Sur TV                  |
| 1995-1997                       | Conocer Andalucía                     | Canal Sur TV                  |
| 1997                            | Ana                                   | Telecinco                     |
| 1997-1998                       | Ya Empezamos                          | Telecinco                     |
| 1998-1999                       | Las Tardes de Alicia                  | Telecinco                     |
| 1999-2001                       | Como la vida                          | Antena 3                      |
| 2001-2002                       | Las mañanas de Alicia                 | Telemadrid                    |
| 2001-2002                       | Dímelo todo                           | Telemadrid                    |
| 2003-2004                       | Como la vida                          | Antena 3                      |
| 2004                            | El castillo de las mentes prodigiosas | Antena 3                      |
| 2004-2005                       | La hora de la verdad                  | Antena 3                      |
| 2005                            | La buena onda de la tarde             | Antena 3                      |
| 2006                            | ¿Dónde estás corazón? (verano)        | Antena 3                      |
| 2006-2007                       | La buena gente                        | Canal Sur TV                  |
| 2007-2011                       | Tarde de Ronda                        | Castilla-La Mancha Televisión |
| 2011                            | Espejo público                        | Antena 3                      |
| 2011-2012 / 2014- 2017 / 2020-? | A Tu Vera                             | Castilla-La Mancha Televisión |
| 2014-2015                       | Las niñ@s de tus ojos                 | Castilla-La Mancha Televisión |
| 2016                            | La vida es una fiesta                 | Castilla-La Mancha Televisión |
| 2018                            | En boca de todos                      | Telemadrid                    |
| 2019                            | Lazos de sangre: El debate            | TVE                           |
| 2019 - 2021                     | Está pasando                          | Telemadrid                    |
| 2020                            | Bámbola                               | YouTube                       |
| 2020 - 2021                     | Mi gran Tarde                         | Castilla-La Mancha Televisión |
| 2023 - actualidad               | Juntos                                | Telemadrid                    |
| 2023 - actualidad               | Atrapame si puedes                    | Canal Extremadura             |